# Вільяфранка-дель-Сід
Вільяфранка-дель-Сід, Вілафранка (ісп. Villafranca del Cid, валенс. Vilafranca) — муніципалітет в Іспанії, у складі автономної спільноти Валенсія, у провінції Кастельйон. Населення — 2540 осіб (2010).

## Географія
Муніципалітет розташований на відстані близько 290 км на схід від Мадрида, 50 км на північ від міста Кастельйон-де-ла-Плана.
На території муніципалітету розташовані такі населені пункти: (дані про населення за 2010 рік)
- Вільяфранка-дель-Сід: 2510 осіб
- Мас-ла-Побла-де-Бельєстар: 15 осіб
- Мас-Льйосар: 15 осіб

## Демографія
Динаміка населення (INE ):